# 쑨밍밍
쑨밍밍(孙明明)(1983년 8월 23일 ~ )은 중국의 농구 선수이다. 키는 236cm이고 몸무게는 168kg이다. 포지션은 센터이다.
이전에는 닷지시티 레전드 (2006년까지 소속), 그랜드 래피즈 플라이트 (2007년까지 소속), 메릴랜드 나이트호크스 (2007년 6월까지 소속), Fuerza Regia (2007년 ~ 2008년), 하마마츠 피닉스 (2008년 ~ 2009년)에 소속되어 있다가 2009년부터는 베이징 덕스에 소속되어 있다.
1. ↑  Sun Ming Ming, 7'9" pro basketball player